# Ласкадура
Ласкадура (груз. ლასკადურა) — село в Грузії.
За даними перепису населення 2014 року в селі проживає 75 особа.